# Joakim Skovgaard

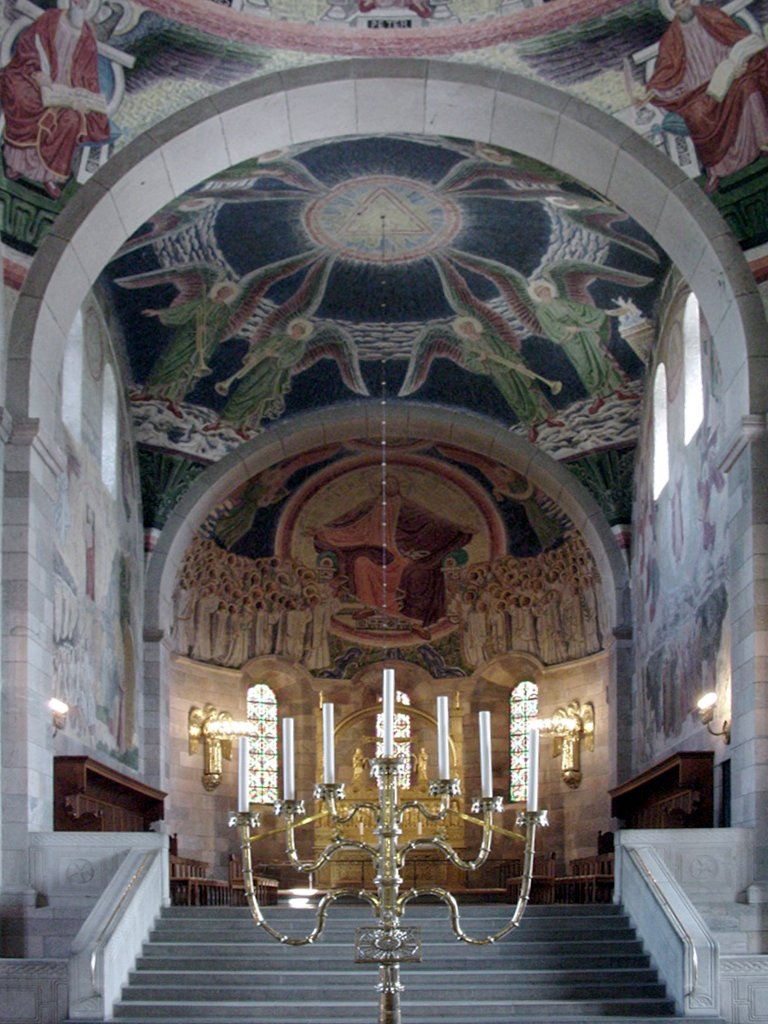
Koret i Viborgs domkyrka

Joakim Frederik Skovgaard, född den 18 november 1856, död den 9 mars 1933 i Köpenhamn, var en dansk tecknare, grafiker, keramiker och skulptör.  

## Biografi
Skovgaard var son till Peter Christian Thamsen Skovgaard och textilkonstnären Maria Luise Schouw och gift första gången 1886–1924 med Agnete Lange och andra gången från 1928 med Dorthea Kathrine Jensen samt far till Johan Thomas Skovgaard och bror till Niels Skovgaard. Han studerade först för sin far och fortsatte därefter vid Det Kongelige Danske Kunstakademi i Köpenhamn 1871–1876 samt i början av 1880-talet vid Bonnats målarskola i Paris samt under resor till Italien och Grekland. Han medverkade i ett stort antal danska och utländska samlingsutställningar bland annat i Stockholmsutställningen 1897 och Baltiska utställningen i Malmö 1914. Separat ställde han på Den frie Udstilling i Köpenhamn, Malmö museum och i Stockholm. En minnesutställning med hans konst visades på Charlottenborg i Köpenhamn 1956. Bland hans offentliga arbeten märks dekorationsmålningarna i Viborgs domkyrka en av dessa målningar flyttades till Christianskyrkan i Klaksvík på Färöarna samt absidmosaiken i Lunds domkyrka  1927. 

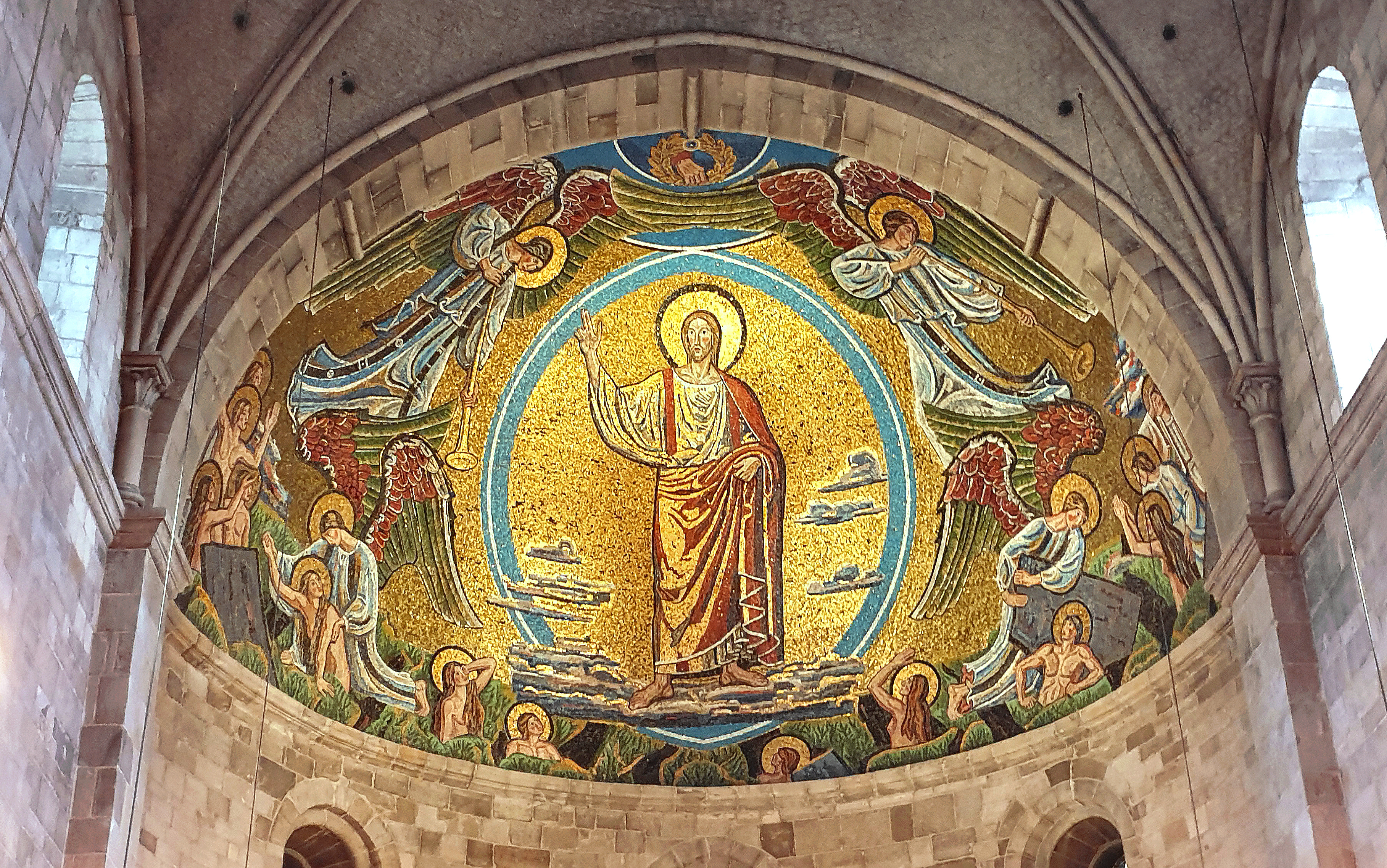
Glasmosaik i Lunds domkyrka

Han var professor i dekorativt måleri vid Det Kongelige Danske Kunstakademi 1909–1921 och därefter dess direktör 1920–1923 Hans konst består av religiösa motiv, heminteriörer och landskap. Skovgaard är representerad vid Statens Museum for Kunst, Skovgaardmuseet i Viborg, Nationalmuseum, Göteborgs konstmuseum, 
Malmö museum och Arkiv för dekorativ konst i Lund.

## Utmärkelser
- Eckersbergmedaljen,  1892[14]
- Dannebrogsmännens hederstecken,  1916[15]
- Kommendör av Dannebrogorden,  1922[15]
- Thorvaldsenmedaljen,  1923[14]
- Förtjänstmedaljen i guld,  1926[15]

[Redigera Wikidata]